# Twin Lakes (Wisconsin)
Twin Lakes é uma vila localizada no estado norte-americano de Wisconsin, no Condado de Kenosha.

## Demografia
Segundo o censo norte-americano de 2000, a sua população era de 5124 habitantes.
Em 2006, foi estimada uma população de 5522, um aumento de 398 (7.8%).

## Geografia
De acordo com o United States Census Bureau tem uma área de
18,0 km², dos quais 14,0 km² cobertos por terra e 4,0 km² cobertos por água.

## Localidades na vizinhança
O diagrama seguinte representa as localidades num raio de 8 km ao redor de Twin Lakes.